# Green Bay Packers 1986
La stagione 1986 dei Green Bay Packers è stata la 66ª della franchigia nella National Football League. Sotto la direzione del capo-allenatore al secondo anno Forrest Gregg, la squadra terminò con un record di 4-12, chiudendo quarta nella Central Division.
Il punto più basso della stagione dei Packers fu il 23 novembre al Soldier Field contro i loro arcirvali, i Chicago Bears. Dopo che Mark Lee intercettò Jim McMahon nel secondo quarto, il defensive end di Green Bay Charles Martin sollevò McMahon e lo scaraventò a terra facendogli sbattere la spalla e causandogli un infortunio che pose fine alla stagione del quarterback di Chicago. Martin fu espulso dall'arbitro Jerry Markbreit e sospeso per due partite dal Commissioner Pete Rozelle.

## Roster
| Roster dei Green Bay Packers nel 1986 |
| --- |
| Quarterback - 5 Vince Ferragamo - 4 Chuck Fusina - 18 Joe Shield - 16 Randy Wright Running Back - 30 Paul Ott Carruth - 36 Kenneth Davis - 40 Eddie Lee Ivery - 33 Jessie Clark - 42 Gary Ellerson - 31 Gerry Ellis Wide Receiver - 85 Phil Epps - 84 Nolan Franz - 80 James Lofton - 88 Phil McConkey - 82 Mike Moffitt - 87 Walter Stanley Tight End - 89 Mark Lewis - 81 Dan Ross - 86 Ed West Offensive Linemen - 58 Mark Cannon C - 69 Bill Cherry C - 77 Greg Feasel T - 65 Ron Hallstrom G - 62 Ruben Mendoza G - 57 Rich Moran G - 72 Tom Neville T/G - 75 Ken Ruettgers T - 67 Karl Swanke T/C - 73 Alan Veingrad T Defensive Linemen - 61 Jerry Boyarsky NT - 93 Robert Brown DE - 76 Alphonso Carreker DE - 79 Donnie Humphrey DE - 90 Ezra Johnson DE - 92 Matt Koart DE - 94 Charles Martin DE - 71 Kurt Ploeger DE - 92 Ben Thomas DE Linebacker - 56 Burnell Dent - 99 John Dorsey - 97 Tim Harris - 53 Bobby Leopold - 91 Brian Noble - 54 Jeff Schuh - 55 Randy Scott - 53 Miles Turpin - 52 Mike Weddington Defensive Back - 20 Ed Berry - 24 Mossy Cade - 41 Tom Flynn S - 23 Tiger Greene S - 49 David Greenwood S - 27 Gary Hayes - 22 Mark Lee CB - 26 Tim Lewis CB - 32 John Simmons - 29 Ken Stills S - 38 John Sullivan - 28 Elbert Watts Special Team - 17 Don Bracken P - 10 Al Del Greco K - 13 Bill Renner P |
| Legenda - I rookie sono in corsivo. - Il primo ruolo è il principale mentre gli eventuali successivi indicano i ruoli secondari. - (IR) sta per Injured Reserve ed indica la lista ristretta per un solo giocatore infortunato che può tornare ad allenarsi dopo la settimana 6 e a rientrare in prima squadra dopo che questa ha giocato 8 partite. - (NF-Inj.) / (NF-Ill.) stanno rispettivamente per Non-Football Injured e Non-Football Illness ed indicano le liste dove viene inserito un giocatore che ha un infortunio o una malattia non dipendente dal football americano. - (PUP) sta per Physically Unable to Perform ed indica la lista dove viene inserito un giocatore mentre è in attesa di recuperare la condizione fisica. Nella stagione regolare dopo la sesta partita giocata dalla propria squadra, il giocatore ha tempo tre settimane per riprendere ad allenarsi, più tre settimane aggiuntive dal suo rientro agli allenamenti per rientrare in prima squadra. |

## Calendario
| Stagione regolare |              |                         |           |        |                              |                                                        |
| Turno             | Data         | Avversario              | Risultato | Record | Stadio                       | Sintesi                                                |
| 1                 | 7 settembre  | Houston Oilers          | S 3–31    | 0–1    | Lambeau Field                | Recap Archiviato l'8 gennaio 2020 in Internet Archive. |
| 2                 | 14 settembre | at New Orleans Saints   | S 10–24   | 0–2    | Louisiana Superdome          | Recap Archiviato l'8 gennaio 2020 in Internet Archive. |
| 3                 | 22 settembre | Chicago Bears           | S 12–25   | 0–3    | Lambeau Field                | Recap Archiviato l'8 gennaio 2020 in Internet Archive. |
| 4                 | 28 settembre | at Minnesota Vikings    | S 7–42    | 0–4    | Hubert H. Humphrey Metrodome | Recap Archiviato l'8 gennaio 2020 in Internet Archive. |
| 5                 | 5 ottobre    | Cincinnati Bengals      | S 28–34   | 0–5    | Milwaukee County Stadium     | Recap Archiviato l'8 gennaio 2020 in Internet Archive. |
| 6                 | 12 ottobre   | Detroit Lions           | S 14–21   | 0–6    | Lambeau Field                | Recap Archiviato l'8 gennaio 2020 in Internet Archive. |
| 7                 | 19 ottobre   | at Cleveland Browns     | V 17–14   | 1–6    | Cleveland Stadium            | Recap Archiviato l'8 gennaio 2020 in Internet Archive. |
| 8                 | 26 ottobre   | San Francisco 49ers     | S 17–31   | 1–7    | Milwaukee County Stadium     | Recap Archiviato l'8 gennaio 2020 in Internet Archive. |
| 9                 | 2 novembre   | at Pittsburgh Steelers  | S 3–27    | 1–8    | Three Rivers Stadium         | Recap Archiviato l'8 gennaio 2020 in Internet Archive. |
| 10                | 9 novembre   | Washington Redskins     | S 7–16    | 1–9    | Lambeau Field                | Recap Archiviato l'8 gennaio 2020 in Internet Archive. |
| 11                | 16 novembre  | Tampa Bay Buccaneers    | V 31–7    | 2–9    | Milwaukee County Stadium     | Recap Archiviato l'8 gennaio 2020 in Internet Archive. |
| 12                | 23 novembre  | at Chicago Bears        | S 10–12   | 2–10   | Soldier Field                | Recap Archiviato l'8 gennaio 2020 in Internet Archive. |
| 13                | 28 novembre  | at Detroit Lions        | V 44–40   | 3–10   | Pontiac Silverdome           | Recap Archiviato l'8 gennaio 2020 in Internet Archive. |
| 14                | 7 dicembre   | Minnesota Vikings       | S 6–32    | 3–11   | Lambeau Field                | Recap Archiviato l'8 gennaio 2020 in Internet Archive. |
| 15                | 14 dicembre  | at Tampa Bay Buccaneers | V 21–7    | 4–11   | Tampa Stadium                | Recap Archiviato l'8 gennaio 2020 in Internet Archive. |
| 16                | 20 dicembre  | at New York Giants      | S 24–55   | 4–12   | Giants Stadium               | Recap Archiviato l'8 gennaio 2020 in Internet Archive. |

Note: gli avversari della propria division sono in grassetto.

## Classifiche
| NFL Central          |    |    |   |      |     |      |     |     |     |
|                      | V  | S  | P | %    | DIV | CONF | PF  | PS  | STR |
| Chicago Bears(2)     | 14 | 2  | 0 | .875 | 7–1 | 10–2 | 352 | 187 | V7  |
| Minnesota Vikings    | 9  | 7  | 0 | .563 | 6–2 | 8–4  | 398 | 273 | V1  |
| Detroit Lions        | 5  | 11 | 0 | .313 | 3–5 | 4–8  | 277 | 326 | S4  |
| Green Bay Packers    | 4  | 12 | 0 | .250 | 3–5 | 3–9  | 254 | 418 | S1  |
| Tampa Bay Buccaneers | 2  | 14 | 0 | .125 | 1–7 | 1–13 | 239 | 473 | S7  |